# Primula saxatilis
Primula saxatilis är en viveväxtart som beskrevs av Vladimir Leontjevitj Komarov. Primula saxatilis ingår i släktet vivor, och familjen viveväxter. Inga underarter finns listade i Catalogue of Life.